# Carrer de Sant Pere (el Masnou)
El carrer de Sant Pere és un carrer del municipi del Masnou (Maresme) protegit com a bé cultural d'interès local.

## Descripció
Carrer estret paral·lel al mar i al carrer de Lluís Millet, entre d'altres, en una zona d'eixample del municipi, comunica l'avinguda de Joan XXIII, que després passa a anomenar-se de Rafael Casanova, amb la plaça de l'Església.
Les cases del carrer són cases de cós entre mitgeres de planta rectangular enretirades del pla de carrer i amb pati davanter. Consten de poca alçada: de planta baixa i planta pis amb la coberta de teules àrabs a dues aigües i el carener paral·lel a la façana principal, orientada a migdia. Les façanes es generen a partir d'una disposició simètrica mitjançant dos eixos de verticalitat definits per les obertures: porta d'accés i finestra lateral a la planta baixa i dues finestres a la planta pis. L'acabat superficial dels paraments de les façanes és estucat i pintat de diferents tons cromàtics. Cada casa va acompanyada d'un pati davanter alineat al pla de carrer i que genera un espai exterior característic, de planta rectangular i limitats per murs baixos i tanques.
La majoria de coronaments de les façanes destaquen per les balustrades d'obra amb motius geomètrics calats en un terrat practicable. Algunes modificacions posteriors d'aquesta tipologia arquitectònica es concreten en la transformació de part de la coberta en un terrat pla practicable o en l'afegit o modificació d'alguna obertura.